# Кейрига
Кейрига (порт. Queiriga)  —  населённый пункт и район в Португалии,  входит в округ Визеу. Является составной частью муниципалитета  Вила-Нова-де-Пайва. Находится в составе крупной городской агломерации Большое Визеу. По старому административному делению входил в провинцию Бейра-Алта. Входит в экономико-статистический  субрегион Дан-Лафойнш, который входит в Центральный регион. Население составляет 712 человека на 2001 год. Занимает площадь 35,46 км².
Покровителем района считается Святой Себастьян (порт. S. Sebastião). 